# Zack Space

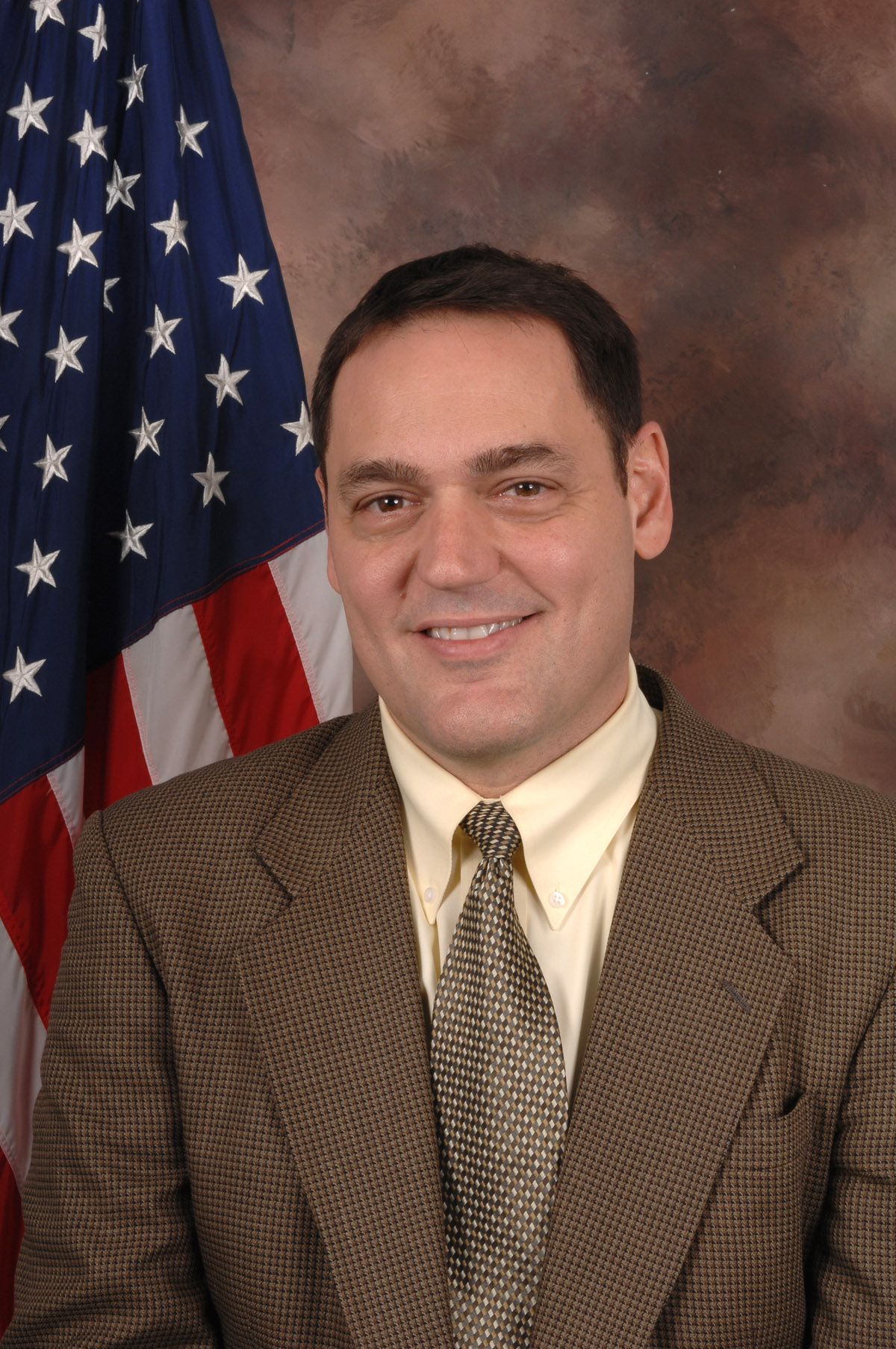
Zack Space

Zachary T. „Zack“ Space (* 27. Januar 1961 in Dover, Ohio) ist ein US-amerikanischer Politiker der Demokratischen Partei. Vom 3. Januar 2007 bis zum 3. Januar 2011 war er Mitglied des Repräsentantenhauses der Vereinigten Staaten für den 18. Kongressdistrikt des Bundesstaates Ohio.

## Leben
Space wurde in Dover geboren. Er studierte am Kenyon College und der Ohio State University Jura. 1986 eröffnete er mit seinem Vater eine Anwaltskanzlei. Er war für die Attorney Generals Anthony J. Celebrezze und Lee Fisher als Berater tätig.
Bei den Kongresswahlen 2006 wurde er als Nachfolger des zurückgetretenen Robert Ney ins US-Repräsentantenhaus gewählt. Seinen Sitz konnte er 2008 verteidigen. 2010 verlor er jedoch seinen Sitz an Bob Gibbs. Zuletzt war Space Mitglied im Ausschuss für Energie und Handel. Er war ebenso Mitglied der Blue Dog Coalition.
Space lebt in Dover, ist verheiratet und zweifacher Vater. Er ist griechisch-orthodoxen Glaubens.